# NATRUE
Das NATRUE-Siegel ist das internationale Naturkosmetik-Siegel der Non-Profit-Organisation The international Natural and Organic Cosmetics Association, mit dem seit 2008 Kosmetikprodukte unter dem Gesichtspunkt der biologisch natürlichen Inhaltsstoffe zertifiziert werden. 2020 trugen weltweit mehr als 6000 Produkte das NATRUE-Siegel.

## Geschichte
Gegründet wurde NATRUE 2007 von den deutschen Naturkosmetik-Unternehmen Wala, Laverana, Logocos, Primavera, dalli-group (ehemals CEP) und Weleda. 2008 wurden die NATRUE-Standards und das NATRUE-Siegel eingeführt. 2010 wurde das in Brüssel ansässige Unternehmen zu einer Non-Profit-Organisation bzw. IVoG. Seit 2017 ist die Organisation Teil der IFOAM EU Non-Food Task Force.

## Standards und Kriterien
Generell werden nur Produkte mit natürlichen, naturnahen und naturidentischen Inhaltsstoffen zertifiziert. Um den Prozentsatz der natürlichen Inhaltsstoffe nicht künstlich zu erhöhen, ist Wasser als natürlichen Inhaltsstoff bei der Zertifizierung ausgeschlossen.  
Produkte sind in 13 Produkttypen unterteilt und werden in drei Qualitätsstufen eingeordnet, die angeben, wie hoch die Menge der Inhaltsstoffe aus biologischem Anbau ist: Naturkosmetik, Naturkosmetik mit organischem Anteil (mindestens 70 Prozent der Naturstoffe oder Naturstoffderivate sind organisch) oder Biokosmetik (mindestens 95 Prozent der Naturstoffe oder Naturstoffderivate sind organisch). Die Qualitätsstufe war anfangs in Form von Sternen auf dem Produkt selbst vermerkt, ist inzwischen aber nur noch aus der Online-Datenbank von NATRUE zu erfahren.
Nicht zugelassen sind künstliche Inhaltsstoffe, Erdöl-Rohstoffe, Silikone, synthetische Duftstoffe, Konservierungsstoffe wie Parabene und Stoffe aus gentechnisch veränderten Organismen.
Um Greenwashing zu vermeiden, werden nicht einzelne Produkte zertifiziert, sondern mindestens 75 Prozent einer Produktserie des Herstellers müssen die NATRUE-Standards erfüllen, um das Siegel auf einem Produkt platzieren zu können.
Das Siegel zertifiziert nur Produkte, die ohne Tierversuche entstanden sind. Auch Rohstoffe von toten Wirbeltieren, zum Beispiel Nerzöl, sind verboten. Zudem ist der Verkauf von NATRUE-zertifizierten Produkten in Ländern, die Tierversuche voraussetzen, zum Beispiel China, nicht gestattet.
Die Anforderungen an Natur- und Biokosmetika werden in einem Kriterienkatalog in 10 Sprachen veröffentlicht und sind auf der Website abrufbar.
Zertifiziert werden die Produkte durch ein wissenschaftliches Komitee, das je zur Hälfte aus NATRUE-Mitgliedern und externen Experten besteht.

## Mitglieder
Die Mitglieder der NATRUE-Organisation sind in drei Gruppen geteilt: Mitglieder A, Mitglieder B und Assoziierte Mitglieder. Die Mitglieder der Gruppe A sind die Gründungsmitglieder: Wala, Laverana, Primavera, dalli-group und Weleda. Die Gruppe Mitglieder B besteht aus 58 Unternehmen aus 14 Ländern. Als Assoziierte Mitglieder werden Rossmann, Dr Straetmans GmbH und Burt’s Bees genannt.

## Kritik
Die Zeitschrift Öko-Test kritisiert, dass aus der Deklaration einer Produktverpackung nicht hervorgeht, zu welchem Level des Zertifikats das jeweilige Produkt zählt, sondern dass dies erst aus der Datenbank auf der Website zu erkennen ist. Neues Deutschland kritisiert mögliche Verwirrung durch verschiedene Siegel mit verschiedenen Anforderungen sowie den kundenunfreundlichen Wegfall der Kennzeichnung mit Sternen für die jeweiligen Zertifikats-Level.